# Министерство иностранных дел Дании
Министерство иностранных дел Дании (дат. Udenrigsministeriet) и в его зарубежные представительства (то есть датские посольства, дипломатические миссии, консульства и торговые представительства) отвечают за вопросы иностранных дел Дании. Среди этих задач: политика в отношении ЕС, помощь в целях развития, торговая политика и правовые вопросы в отношении внешнего мира.
Министерство курируют пять различных министров: министр иностранных дел, министр Северного сотрудничества, министр торговли и инвестиций, министр по европейским делам и министр развития сотрудничества. Министерство возглавляет начальник отдела и четыре директора.

## История
Министерство иностранных дел впервые стало отдельным ведомством в 1770 году в качестве Министерства иностранной службы и было переименовано в Королевское министерство иностранных дел Дании в 1848 году. До этого дипломатические задачи, как правило, обрабатывались недолговременными отдельными миссиями, но усложнение дипломатических дел потребовало создания более крупной организации. В министерстве в настоящее время работают тысячи людей на родине и за рубежом.
Его официальная роль заключается в представлении датских интересов таким образом, чтобы их продвижение способствовало свободе, безопасности и благополучию датских граждан за границей, в то же время не ущемляя интересы мира и стабильности во всем мире. На практике организация помогает датским компаниям на их экспортных рынках и датским гражданам в чрезвычайных ситуациях за рубежом на основе тесного сотрудничества между штаб-квартирой  в Копенгагене и представительствах за рубежом.